# Summertime Sadness
Summertime Sadness (englisch für „Sommertraurigkeit“) ist ein Lied der US-amerikanischen Popsängerin Lana Del Rey. Das Stück ist die sechste Singleauskopplung aus ihrem zweiten Studioalbum Born to Die.

## Entstehung und Artwork
Geschrieben wurde das Lied von Lana Del Rey und Rick Nowels. Produziert wurde die Single von Emile Haynie; co-produziert von Nowels. Gemastert wurde die Single im New Yorker Mastering Palace, unter der Leitung des US-Amerikaners Dave Kutch. Gemischt wurde das Lied von dem guatemaltekischen Toningenieur Manny Marroquin, Assistent war Duncan Fuller. Als Instrumentalisten wurden Emile Haynie an Keyboard und Schlagzeug, Dan Heath an der Flöte, Patrick Warren als zusätzlicher Gitarrist, Keyboarder und Streichinstrumentalist, Rick Nowels als zusätzlicher Streichinstrumentalist und Devrim Karaoglu an den Pads engagiert. Die Leitung der Streichinstrumente übernahm Larry Gold. Das Lied wurde unter den Musiklabels Interscope Records, Ministry of Sound Australia und Spinnin’ Records veröffentlicht und durch Universal Music Publishing vertrieben. Auf dem Cover der Maxi-Singles ist – neben Künstlernamen und Liedtitel – Del Rey in einem Auto sitzend zu sehen. Auf dem Cover der später veröffentlichten Remixversion ist nur das Logo von Spinnin’ Records zu sehen.

## Veröffentlichung und Promotion
Die Erstveröffentlichung von Summertime Sadness erfolgte am 22. Juni 2012 als Download-Single. Die Erstveröffentlichung der physischen Maxi-Single folgte einen Monat später, am 13. Juli 2012, in Deutschland, Österreich und der Schweiz. Die Maxi-Single ist als 2-Track-Single mit einer weiteren Remixversion und als 12" Vinylplatte mit insgesamt vier Remixversion von Summertime Sadness erhältlich. Am 4. März 2013 wurde die Single in einer von Cedric Gervais gemixten Version erneut veröffentlicht. Zudem wurden regional viele verschiedene Remix-Singles und EPs, die sich alle durch die Anzahl und Auswahl ihrer B-Seiten unterscheiden, veröffentlicht.
Am 27. Januar 2012 erschien das Lied als Teil ihres zweiten Studioalbums Born to Die.
Remixversionen
- Summertime Sadness (Adam Freeland Dub Mix)
- Summertime Sadness (Adam Freeland Vox Mix)
- Summertime Sadness (Adrien Mezsi Remix)
- Summertime Sadness (Asadinho Dub)
- Summertime Sadness (Asadinho Vocal Mix)
- Summertime Sadness (Bill Wants Remix)
- Summertime Sadness (Cedric Gervais Remix)
- Summertime Sadness (Edit Version)
- Summertime Sadness (Hannes Fischer Nightflight Remix)
- Summertime Sadness (Marcapasos Remix)
- Summertime Sadness (Marbert Rocel Remix)
- Summertime Sadness (MK Feel It in the Air Remix)
- Summertime Sadness (MK Lee Foss Cold Blooded Remix)
- Summertime Sadness (Nick Warren’s Skandik Dub)
- Summertime Sadness (Nick Warren’s Vocal Remix)
- Summertime Sadness (Radio Mix)
- Summertime Sadness (Reich & Bleich Remix)
- Summertime Sadness (Simon Large MK Dub)
- Summertime Sadness (Todd Terry Dub)
- Summertime Sadness (Todd Terry Remix)

## Inhalt
Der Liedtext zu Summertime Sadness ist in englischer Sprache verfasst; ins Deutsche übersetzt bedeutet der Titel „Sommertraurigkeit“. Die Musik und der Text wurden gemeinsam von Lana Del Rey und Rick Nowels verfasst. Musikalisch bewegt sich das Lied im Bereich der Popmusik. Die brasilianische Ausgabe des US-amerikanischen Musikmagazins Billboard bezeichnete das Lied als eine Trip-Hop-Ballade.
| “Kiss me hard before you go, summertime sadness. I just wanted you to know, that baby you’re the best. I’ve got that summertime, summertime sadness. Got that summertime, summertime sadness. Oh, oh.” – Refrain, Originalauszug | „Küsse mich fest bevor du gehst, Sommertraurigkeit. Ich möchte nur, dass du weißt, Baby, dass du das Beste bist. Ich fühle diese Sommer-, Sommertraurigkeit. Fühle diese Sommer-, Sommertraurigkeit. Oh, oh.“ – Refrain, Übersetzung |

## Musikvideo
Das Musikvideo zu Summertime Sadness wurde im April und Mai 2012 gedreht und feierte am 20. Juli 2012 auf Del Reys YouTube-Account seine Premiere. Im Musikvideo ist Del Rey zusammen mit der US-amerikanischen Schauspielerin Jaime King zu sehen. Das Video zeigt eine innige Freundschaft zweier Frauen, von denen eine Suizid begeht. Die Gesamtlänge des Videos beträgt 4:42 Minuten. Regie führten Kyle Newman und Spencer Susser. Bis Oktober 2023 zählte das Video über 421 Millionen Aufrufe bei YouTube und ist damit nach Young & Beautiful das zweitmeistgesehene Musikvideo Del Reys auf der Videoplattform.

## Mitwirkende
| Liedproduktion - Lana Del Rey: Gesang, Komponist, Liedtexter - Duncan Fuller: Abmischung - Larry Gold: Koordination (Streichinstrumente) - Emile Haynie: Keyboard, Musikproduzent, Schlagzeug - Dan Heath: Flöte - Devrim Karaoglu: Pads - Dave Kutch: Mastering - Manny Marroquin: Abmischung - Rick Nowels: Komponist, Koproduzent, Liedtexter, Streichinstrumente - Patrick Warren: Gitarre, Keyboard, Streichinstrumente | Musikvideo - Kyle Newman: Regisseur - Spencer Susser: Regisseur Unternehmen - Interscope Records: Musiklabel - The Mastering Palace: Mastering - Ministry of Sound Australia: Musiklabel - Spinnin’ Records: Musiklabel - Universal Music Publishing: Vertrieb |

## Rezeption

### Preise
Am 26. Januar 2014 wurde Cedric Gervais während der Grammy Awards 2014 im Staples Center von Los Angeles mit einem Grammy in der Kategorie Beste Remix-Aufnahme ausgezeichnet.

### Rezensionen
“The pouty title alone drew giggles at Del Rey’s Bowery gig, but the song itself proves to be one of the more durable tracks here even if its lyrics start to get redundant (‘baby you da best…kiss me hard before you go.’)”

„Der nach Schmollen klingende Titel allein sorgte bei Del Reys Bowery-Auftritt schon für Gekicher, aber das Lied selbst erweist sich als einer der beständigeren Titel des Albums, auch wenn der Liedtext langsam eintönig wird (‚Baby du bist der Beste … küss mich fest, bevor du gehst.‘).“

Das deutschsprachige Online-Magazin laut.de erwähnte das Lied in der Rubrik: „Best & Worst of 2012: Zehn Jahre, zwanzig Songs“. Auch nach Jahren treffe einen Summertime Sadness noch mitten ins Herz. Del Reys „rauchig-lüsterne“ Stimme rufe Schwermütigkeit in einem hervor – auf die beste Art und Weise. Das Lied versetze einen in die melancholische Stimmung, die immer an Herbsttagen aufkäme. Der Sommer sei vorbei, die Tage werden kürzer und Del Rey verstehe es, die Gefühle, die das hervorrufe, in einen traurigen Popsong zu verpacken.

## Kommerzieller Erfolg

### Chartplatzierungen
Die Verkäufe von Summertime Sadness und Summertime Sadness (Cedric Gervais Remix) werden zusammengefasst. Zunächst erzielte Del Rey nur nennenswerte Charterfolge in Deutschland, Österreich und der Schweiz. Erst mit der Veröffentlichung der Remixversion erzielte sie weitere weltweite Charterfolge wie unter anderem in den britischen und US-amerikanischen Charts.
Summertime Sadness erreichte in Deutschland Rang vier der Singlecharts und konnte sich elf Wochen in den Top 10 und 43 Wochen in den Charts platzieren. In Österreich erreichte die Single Rang acht und konnte sich vier Wochen in den Top 10 sowie 32 Wochen in den Charts halten. In der Schweiz erreichte die Single Rang drei und konnte sich neun Wochen in den Top 10 und 92 Wochen in den Charts halten. Im Vereinigten Königreich erreichte die Single mit dem vierten Rang seine beste Chartnotierung und platzierte sich 56 Wochen in den Top 100, sieben davon in den Top 10. In den US-amerikanischen Billboard Hot 100 erreichte die Single Rang sechs und konnte sich acht Wochen in den Top 10 und 23 Wochen in den Charts platzieren. Des Weiteren erreichte das Lied die Chartspitze in Polen und Ungarn.
2012 platzierte sich Summertime Sadness auf Rang 21 der deutschen Single-Jahrescharts sowie auf Rang 44 in Österreich und Rang 35 in der Schweiz. Im Folgejahr belegte das Lied Rang 23 im Vereinigten Königreich sowie 45 der US-amerikanischen Single-Jahrescharts. 2023 konnte sich Summertime Sadness erneut in den Schweizer Jahrescharts platzieren und belegte dabei Rang 68 sowie Rang 96 im Vereinigten Königreich.
Für Del Rey als Interpretin ist dies der siebte Charterfolg im Vereinigten Königreich sowie je der dritte in Deutschland, Österreich und den Vereinigten Staaten und der vierte in der Schweiz. Es ist ihr dritter Top-10-Erfolg im Vereinigten Königreich sowie jeweils ihr zweiter in Deutschland, Österreich und der Schweiz und ihr erster in den Vereinigten Staaten. In ihrer Autorentätigkeit ist dies ihr sechster Charthit im Vereinigten Königreich sowie der vierte in Deutschland und der Schweiz und je der dritte in Österreich und den Vereinigten Staaten. Es ist ihr dritter Top-10-Hit im Vereinigten Königreich sowie ihr zweiter in Deutschland, Österreich und der Schweiz und ihr erster in den Vereinigten Staaten. Nach Video Games (2011) und Young & Beautiful (2013) platzierte sich zum dritten Mal eine Single von Del Rey gleichzeitig in den D-A-CH-, UK- und US-Charts. In Deutschland, Österreich und der Schweiz hielt sich keine Single Del Reys länger in den Charts. Im Vereinigten Königreich und den Vereinigten Staaten schaffte es keine Single sich höher und länger in den Charts zu platzieren.
| ChartsChartplatzierungen       | Höchstplatzierung | Wochen |
| ------------------------------ | ----------------- | ------ |
| Deutschland (GfK)              | 4 (43 Wo.)        | 43     |
| Österreich (Ö3)                | 8 (32 Wo.)        | 32     |
| Schweiz (IFPI)                 | 3 (92 Wo.)        | 92     |
| Vereinigte Staaten (Billboard) | 6 (23 Wo.)        | 23     |
| Vereinigtes Königreich (OCC)   | 4 (56 Wo.)        | 56     |

| ChartsJahrescharts (2012) | Platzierung |
| ------------------------- | ----------- |
| Deutschland (GfK)         | 21          |
| Österreich (Ö3)           | 44          |
| Schweiz (IFPI)            | 35          |

| ChartsJahrescharts (2013)      | Platzierung |
| ------------------------------ | ----------- |
| Vereinigte Staaten (Billboard) | 45          |
| Vereinigtes Königreich (OCC)   | 23          |

| ChartsJahrescharts (2023)    | Platzierung |
| ---------------------------- | ----------- |
| Schweiz (IFPI)               | 68          |
| Vereinigtes Königreich (OCC) | 96          |

### Auszeichnungen für Musikverkäufe
Summertime Sadness erhielt weltweit zweimal Gold, 55 Mal Platin und dreimal Diamant. Den Quellenangaben und Schallplattenauszeichnungen zufolge verkaufte sich die Single über 14,5 Millionen Mal, damit ist es das kommerziell erfolgreichste Werk Del Reys. Darüber hinaus zählte es als erster Titel Del Reys eine Milliarde Streams auf Spotify.
| Land/Region                  | Auszeichnungen für Musikverkäufe (Land/Region, Auszeichnung, Verkäufe) | Verkäufe   |
| ---------------------------- | ---------------------------------------------------------------------- | ---------- |
| Australien (ARIA)            | 12× Platin                                                             | 840.000    |
| Brasilien (PMB)              | 2× Diamant                                                             | 500.000    |
| Dänemark (IFPI)              | 2× Platin                                                              | 180.000    |
| Deutschland (BVMI)           | 3× Platin                                                              | 900.000    |
| Frankreich (SNEP)            | —                                                                      | 50.100     |
| Griechenland (IFPI)          | 2× Platin                                                              | 40.000     |
| Italien (FIMI)               | 3× Platin                                                              | 90.000     |
| Kanada (MC)                  | Diamant                                                                | 800.000    |
| Mexiko (AMPROFON)            | Platin                                                                 | 60.000     |
| Neuseeland (RMNZ)            | 6× Platin                                                              | 180.000    |
| Niederlande (NVPI)           | Gold                                                                   | 10.000     |
| Österreich (IFPI)            | Gold                                                                   | 15.000     |
| Portugal (AFP)               | 4× Platin                                                              | 40.000     |
| Schweden (IFPI)              | 3× Platin                                                              | 120.000    |
| Schweiz (IFPI)               | 5× Platin                                                              | 150.000    |
| Spanien (Promusicae)         | 3× Platin                                                              | 180.000    |
| Vereinigte Staaten (RIAA)    | 8× Platin                                                              | 8.000.000  |
| Vereinigtes Königreich (BPI) | 4× Platin                                                              | 2.400.000  |
| Insgesamt                    | 2× Gold · 56× Platin · 3× Diamant ·                                    | 14.555.100 |

Hauptartikel: Lana Del Rey/Auszeichnungen für Musikverkäufe

## Coverversionen

### Kontra K
Der Deutschrapper Kontra K nahm eine neue Version mit deutschsprachigen Strophen unter dem Titel Summertime auf. Der Refrain basiert auf dem Original von Lana Del Rey, die hier gesampelt wurde. Produziert wurde die Version von den Produzenten Beatzarre, Thilo Brandt, Djorkaeff und Emile Haynie. Das dazugehörige Musikvideo entstand unter der Regie von Specter Berlin. Das Lied erreichte Platz eins der deutschen Singlecharts; es ist in Deutschland der erste Nummer-eins-Hit für Kontra K und der zweite für Del Rey nach Video Games.

### Weitere Coverversionen
- 2012: Die Nerven, die deutsche Rockband nahm eine deutschsprachige Version mit dem Titel Sommerzeit Traurigkeit für ihr Debütalbum Fluidum auf.[40]
- 2013: Within Temptation, die niederländische Symphonic-Metal-Band nahm das Stück für ihr Coveralbum The Q-Music Sessions auf.[41]
- 2013: Miley Cyrus nahm für die BBC eine Akustik-Fassung des Stücks auf.[42]
- 2017: Joachim Witt, er sang das Lied im Rahmen der Sky-1-Musikshow Xaviers Wunschkonzert Live.[43]
- 2021: Steam Powered Giraffe, das US-amerikanische Musikprojekt veröffentlichte ein Cover zu Summertime Sadness als Single und Musikvideo am 26. November 2021.[44][45]